# Председник Владе Јерменије
Премијер Јерменије (јерменски: Հայաստանի Հանրապետության վարչապետ), је шеф владе и највиши министар у Јерменијској влади који „утврђује главне правце политике Владе, руководи радом Владе и координира рад чланова Владе“. Такође, према уставу, премијер је на челу Савета безбедности, који прописује главне правце одбрамбене политике земље; према томе, премијер је заправо врховни командант оружаних снага Јерменије. Никол Пашињан је актуелни премијер. Преузео је функцију 8. маја 2018. након оставке Сержа Саргсјана.

## Списак премијера
- Вазген Манукјан (1991)
- Гагик Харутјуњан (1991–1992)
- Хосров Харутјуњан (1992–1993)
- Хрант Багратјан (1993–1996)
- Армен Саркисијан (1996–1997)
- Роберт Кочарјан (1997–1998)
- Армен Дарбињан (1998–1999)
- Вазген Саргсјан (1999)
- Арам Саргсјан (1999–2000)
- Андраник Маргарјан (2000–2007)
- Серж Саргсјан (2007–2008)
- Тигран Саргсјан (2008–2014)
- Ховик Абрахамијан (2014–2016)
- Карен Карапетјан (2016–2018)
- Серж Саргсјан (2018)
- Никол Пашињан (2018–тренутно)